# Triplophysa
Triplophysa is een geslacht van straalvinnige vissen uit de familie van de bermpjes (Nemacheilidae), die voornamelijk voorkomen in en rond het Qinghai-Tibet-plateau in China. Momenteel is het geslacht een gemengde verzameling van soorten. Sommige geslachten zijn geïdentificeerd en behandeld als ondergeslachten (Hedinichthys, Indotriplophysa, Labiatophysa, Qinghaichthys en Tarimichthys), maar aangezien Wikipedia Fishbase voor vissoorten volgt, zijn alle soorten behalve Hedinichthys behandeld als ondergeslachten in Wikipedia, hoewel Kottelat in zijn herziening van de modderkruipers ze wel erkende als geldig. FishBase neemt deze echter op in Triplophysa zonder subgenera te specificeren en behandelt de door Kottelat gegeven namen als synoniemen.

## Ecologie
Triplophysa zhaoi heeft het record voor de laagste hoogte voor Aziatische vissen: het wordt gevonden op 50 m onder zeeniveau in moerassen van de Lükqün-oase, in de Turpan-Depression in Xinjiang. Aan de andere kant heeft Triplophysa stoliczkai de recordhoogte voor Aziatische vissen: het wordt gevonden op 5.200 m boven zeeniveau in warmwaterbronnen nabij het Longmu-meer in het westen van Tibet. Triplophysa dalaica wordt gebruikt als modelsoort om aanpassing aan hypoxie op grote hoogte te bestuderen en er zijn 13 positief geselecteerde genen geïdentificeerd die betrokken zijn bij hypoxie-respons. Sommige soorten zijn blinde holbewoners.

## Soorten
- Triplophysa alexandrae Prokofiev, 2001
- Triplophysa aliensis (Wu & Zhu, 1979)
- Triplophysa alticeps (Herzenstein, 1888)
- Triplophysa altipinnis Prokofiev, 2003
- Triplophysa aluensis Li & Zhu, 2000
- Triplophysa angeli (Fang, 1941)
- Triplophysa anterodorsalis Zhu & Cao, 1989
- Triplophysa aquaecaeruleae Prokofiev, 2001
- Triplophysa arnoldii Prokofiev, 2006
- Triplophysa bashanensis Xu & Wang, 2009
- Triplophysa bleekeri (Sauvage & Dabry de Thiersant, 1874)
- Triplophysa bombifrons (Herzenstein, 1888)
- Triplophysa brachyptera (Herzenstein, 1888)
- Triplophysa brahui (Zugmayer, 1912)
- Triplophysa brevicauda (Herzenstein, 1888)
- Triplophysa cakaensis Cao & Zhu, 1988
- Triplophysa chandagaitensis Prokofiev, 2002
- Triplophysa chondrostoma (Herzenstein, 1888)
- Triplophysa choprai (Hora, 1934)
- Triplophysa coniptera (Turdakov, 1954)
- Triplophysa crassicauda (Herzenstein, 1888)
- Triplophysa crassilabris Ding, 1994
- Triplophysa cuneicephala (Shaw & Tchang, 1931)
- Triplophysa dalaica (Kessler, 1876)
- Triplophysa daqiaoensis Ding, 1993
- Triplophysa daryoae Sheraliev, Kayumova & Peng, 2021
- Triplophysa dingi Prokofiev, 2010
- Triplophysa dorsalis (Kessler, 1872)
- Triplophysa edsinica Prokofiev, 2003
- Triplophysa eugeniae Prokofiev, 2002
- Triplophysa farwelli (Hora, 1935)
- Triplophysa ferganaensis Sheraliev & Peng, 2021
- Triplophysa flavicorpus Yang, Chen & Lan, 2004
- Triplophysa furva Zhu, 1992
- Triplophysa fuxianensis Yang & Chu, 1990
- Triplophysa gejiuensis (Chu & Chen, 1979)
- Triplophysa gerzeensis Cao & Zhu, 1988
- Triplophysa gracilis (Day, 1877)
- Triplophysa grahami (Regan, 1906)
- Triplophysa griffithii (Günther, 1868)
- Triplophysa gundriseri Prokofiev, 2002
- Triplophysa hazaraensis (Omer & Mirza, 1975)
- Triplophysa herzensteini (Berg, 1909)
- Triplophysa hexiensis (Zhao & Wang, 1988)
- Triplophysa heyangensis Zhu, 1992
- Triplophysa hialmari Prokofiev, 2001
- Triplophysa hsutschouensis (Rendahl, 1933)
- Triplophysa huanjiangensis Yang, Wu & Lan, 2011
- Triplophysa huapingensis Zheng, Yang & Chen, 2012
- Triplophysa hutjertjuensis (Rendahl, 1933)
- Triplophysa incipiens (Herzenstein, 1888)
- Triplophysa intermedia (Kessler, 1876)
- Triplophysa jianchuanensis Zheng, Du, Chen & Yang, 2010
- Triplophysa jiarongensis Lin, Li & Song, 2012
- Triplophysa kafirnigani (Turdakov, 1948)
- Triplophysa kashmirensis (Hora, 1922)
- Triplophysa kaznakowi Prokofiev, 2004
- Triplophysa kungessana (Kessler, 1879)
- Triplophysa labiata (Kessler, 1874)
- Triplophysa lacusnigri (Berg, 1928)
- Triplophysa lacustris Yang & Chu, 1990
- Triplophysa ladacensis (Günther, 1868)
- Triplophysa laterimaculata Li, Liu & Yang, 2007
- Triplophysa laticeps Zhou & Cui, 1997
- Triplophysa leptosoma (Herzenstein, 1888)
- Triplophysa lixianensis He, Song & Zhang, 2008
- Triplophysa longianguis Wu & Wu, 1984
- Triplophysa longibarbata (Chen, Yang, Sket & Aljancic, 1998)
- Triplophysa longipectoralis Zheng, Du, Chen & Yang, 2009
- Triplophysa macrocephala Yang, Wu & Yang, 2012
- Triplophysa macromaculata Yang, 1990
- Triplophysa macrophthalma Zhu & Guo, 1985
- Triplophysa markehenensis (Zhu & Wu, 1981)
- Triplophysa marmorata (Heckel, 1838)
- Triplophysa microphthalma (Kessler, 1879)
- Triplophysa microphysa (Fang, 1935)
- Triplophysa microps (Steindachner, 1866)
- Triplophysa minuta (Li, 1966)
- Triplophysa moquensis Ding, 1994
- Triplophysa nandanensis Lan, Yang & Chen, 1995
- Triplophysa nanpanjiangensis (Zhu & Cao, 1988)
- Triplophysa nasalis (Kessler, 1876)
- Triplophysa nasobarbatula Wang & Li, 2001
- Triplophysa naziri (Ahmad & Mirza, 1963)
- Triplophysa ninglangensis Wu & Wu, 1988
- Triplophysa nujiangensa Chen, Cui & Yang, 2004
- Triplophysa obscura Wang, 1987
- Triplophysa obtusirostra Wu & Wu, 1988
- Triplophysa orientalis (Herzenstein, 1888)
- Triplophysa papillosolabiata (Kessler, 1879)
- Triplophysa pappenheimi (Fang, 1935)
- Triplophysa paradoxa (Turdakov, 1955)
- Triplophysa parvus Chen, Li & Yang, 2009
- Triplophysa pedaschenkoi (Berg, 1931)
- Triplophysa polyfasciata Ding, 1996
- Triplophysa pseudoscleroptera (Zhu & Wu, 1981)
- Triplophysa qiubeiensis Li & Yang, 2008
- Triplophysa robusta (Kessler, 1876)
- Triplophysa rosa Chen & Yang, 2005
- Triplophysa rossoperegrinatorum Prokofiev, 2001
- Triplophysa rotundiventris (Wu & Chen, 1979)
- Triplophysa scapanognatha Prokofiev, 2007
- Triplophysa scleroptera (Herzenstein, 1888)
- Triplophysa sellaefer (Nichols, 1925)
- Triplophysa sewerzowi (Nikolskii, 1938)
- Triplophysa shaanxiensis Chen, 1987
- Triplophysa shehensis Tilak, 1987
- Triplophysa shilinensis Chen & Yang, 1992
- Triplophysa siluroides (Herzenstein, 1888)
- Triplophysa stenura (Herzenstein, 1888)
- Triplophysa stewarti (Hora, 1922)
- Triplophysa stoliczkai (Steindachner, 1866)
- Triplophysa tanggulaensis (Zhu, 1982)
- Triplophysa tenuicauda (Steindachner, 1866)
- Triplophysa tenuis (Day, 1877)
- Triplophysa tianeensis Chen, Cui & Yang, 2004
- Triplophysa tibetana (Regan, 1905)
- Triplophysa trewavasae Mirza & Ahmad, 1990
- Triplophysa turpanensis Wu & Wu, 1992
- Triplophysa venusta Zhu & Cao, 1988
- Triplophysa waisihani Cao & Zhang, 2008
- Triplophysa wulongensis Chen, Sheraliev, Shu & Peng, 2021
- Triplophysa wuweiensis (Li & Chang, 1974)
- Triplophysa xiangshuingensis Li, 2004
- Triplophysa xiangxiensis (Yang, Yuan & Liao, 1986)
- Triplophysa xichangensis Zhu & Cao, 1989
- Triplophysa xingshanensis (Yang & Xie, 1983)
- Triplophysa xiqiensis Ding & Lai, 1996
- Triplophysa yaopeizhii Xu, Zhang & Cai, 1995
- Triplophysa yasinensis (Alcock, 1898)
- Triplophysa yunnanensis Yang, 1990
- Triplophysa zaidamensis (Kessler, 1876)
- Triplophysa zamegacephala (Zhao, 1985)
- Triplophysa zhaoi Prokofiev, 2006
- Triplophysa zhenfengensis Wang & Li, 2001